# Mémoires de l'Academie Imperiale des Sciences, Litterature et Beaux-Arts de Turin. Sciences Physiques et Mathematiques
Mémoires de l'Academie Imperiale des Sciences, Litterature et Beaux-Arts de Turin. Sciences Physiques et Mathematiques (abreviado Mem. Acad. Imp. Sci. Turin, Sci. Phys.) fue una revista con ilustraciones y descripciones botánicas que fue editada en Turín. Se publicó  desde el año 1805 hasta 1813. Fue precedida por Mém. Acad. Sci. Turin, Sci. Phys. y reemplazada por Mém. Acad. Roy. Sci. Turin.